# Дистаннид пенталития
Дистанни́д пентали́тия — бинарное неорганическое соединение, интерметаллид
олова и лития
с формулой Li5Sn2,
кристаллы.

## Получение
- Сплавление стехиометрических количеств чистых веществ:

{\displaystyle {\mathsf {5Li+2Sn\ {\xrightarrow {698^{o}C}}\ Li_{5}Sn_{2}}}}

## Физические свойства
Дистаннид пенталития образует кристаллы моноклинной сингонии, пространственная группа R 3m, параметры ячейки a = 0,474 нм, c = 1,983 нм, Z = 3,
структура типа пентаборида димолибдена Mo5B2
.
Соединение образуется по перитектической реакции при температуре 698 °C
.